# Carl Legien
Carl Rudolph Legien (Mariënburg, 1 december 1861 - Berlijn, 26 december 1920) was een Duits syndicalist en politicus voor de SAP en diens opvolger de SPD.

## Levensloop
Na de dood van zijn ouders groeide hij op in een weeshuis te Thorn, alwaar hij van 1867 tot 1875 verbleef. Legien was draaier van opleiding. 
In 1885 sloot hij zich aan bij de SAP te Frankfurt am Main. Na de omvorming van de SAP in de SPD in 1890 was hij voor deze partij lid van de Rijksdag van 1893 tot 1898 en van 1903 tot 1918.
In 1887 richtte hij te Hamburg het Fachverein der Drechsler op, waarvan hij voorzitter werd. In 1890 was hij betrokken bij de oprichting van het Generalkommission der Gewerkschaften Deutschlands (GGD), waarvan hij voorzitter werd. Na de Eerste Wereldoorlog werd hij de eerste voorzitter van het Allgemeiner Deutscher Gewerkschaftsbund (ADGB). Tevens was hij van 1903 tot 1913 secretaris van het Internationaal Secretariaat der Nationale Vakcentrales (IS) en van 1913 tot 1919 van diens opvolger het Internationaal Vakverbond (IVV).
Tijdens de novemberrevolutie sloot hij een historisch akkoord met de voorzitter van de werkgevers, Hugo Stinnes. Hij zag daarin af van socialisatie van de productiemiddelen, en kreeg daarvoor terug de achturige werkdag, medezeggenschap in bedrijven met minstens vijftig man personeel, erkenning van de vakbonden als vertegenwoordigers van de arbeiders en het recht van de terugkerende frontsoldaten om hun plek in de bedrijven weer in te nemen.

## Wohnstadt Carl Legien
In Berlijn is er een woonwijk naar hem vernoemd, met name de Wohnstadt Carl Legien. Ze is gelegen in het stadsdeel Prenzlauer Berg en werd gebouwd op het einde van de jaren 20 naar een ontwerp van Bruno Taut en Franz Hillinger. Samen met nog vijf andere modernistische woonwijken in Berlijn is ze sinds 2008 opgenomen op de werelderfgoedlijst van de UNESCO.
- Bibsys: 90730775
- Gemeinsame Normdatei: 11857101X
- International Standard Name Identifier: 0000 0000 6320 1716
- Library of Congress Control Number: no93029453
- Nationale Bibliotheek van Tsjechië: skuk0000781
- Nationale Bibliotheek van Israël: 987007293060405171
- Nationale Bibliotheek van Polen: a0000003349324
- Nederlandse Thesaurus van Auteursnamen: 153847239
- Système universitaire de documentation: 106928244
- Trove: 1179228
- Virtual International Authority File: 74645061
- WorldCat: E39PBJkD3TMTrTRg7YVpk7QQbd